# Linia (Pommeren)
Linia (Duits: Linde) is een dorp in het Poolse woiwodschap Pommeren, in het district Wejherowski. De plaats maakt deel uit van de gemeente Linia en telt 1405 inwoners.